# Numerikus képességek idegrendszeri alapjai
A numerikus képességek idegrendszeri alapjainak vizsgálata a kognitív idegtudománynak és kapcsolódó társterületeinek dinamikusan fejlődő ága, mely a numerikus megismerés idegrendszeri hátterének feltárására irányul. Elsősorban arra keresi a választ, hogy a számok, és a számokkal való műveletek hogyan valósulnak meg az agyban.
A numerikus képességekkel kapcsolatos kutatások kiterjednek felnőttekre, fejlődésben lévő gyerekekre és nem humán fajokra egyaránt. Annak érdekében, hogy feltárjuk, milyen neurális alapjai vannak a numerikus megismerésnek, különböző neurobiológiai módszereket használhatunk, úgy, mint funkcionális mágneses rezonancia-vizsgálat, pozitronemissziós tomográfia, elektroenkefalográfia, transzkraniális mágneses stimuláció (TMS) vagy egysejt-vizsgálatok. Ezekkel a módszerekkel betekintést nyerhetünk a numerikus megismerés különböző aspektusai mögött rejlő idegrendszeri működésekbe. A numerikus képességek idegrendszeri hátterének feltárására irányuló további közvetett módszer lehet neuropszichológiai sérülések, azon belül kettős disszociációk vizsgálata.

## A numerikus képességek idegrendszeri vizsgálatának története
Az első működés közbeni felvételek a számoló agyról 1985-ben születtek, két svéd kutató Per E. Roland és Lars Friberg jóvoltából.
Egyebek mellett a kísérleti személyek egy numerikus feladatot is végre hajtottak, nevezetesen magukban folyamatosan 3-at kellett kivonniuk egy adott számból, majd pár perc múlva be kellett számolniuk, hogy melyik számig jutottak el. Ezzel kiküszöbölték a mentális műveletek közbeni perceptuális és motoros változásokat.
Az alkalmazott képalkotó módszer ma már elavult, csak a kérgi felszínhez közeli véráramlás növekedést volt képes kimutatni.
A kísérletben aktivitásnövekedést találtak számolásnál a prefrontális (ez más típusú mentális manipulációnál is aktív volt) és alulsó parietális területen, ez utóbbi aktiváció már számolásra specifikus volt.

## Numerikus képességek idegrendszeri hátterének vizsgálata nem humán fajoknál

### Egysejt-vizsgálatok: számoló idegsejtek
Egysejt-vizsgálatokkal egyes idegsejtek membránpotenciáljában bekövetkező feszültségváltozásokat regisztrálhatunk. A különféle eszközök közül az egysejt-vizsgálatok biztosítják a legjobb téri és idői felbontást, mivel a módszer sajátosságaiból adódóan időben rendkívül pontosan követhetjük nyomon akár egyetlen idegsejt működését is.
Richard F. Thomson és munkatársainak mára klasszikussá vált kísérlete során macskák agykérgéből vezettek el ingerek számosságára reagáló idegsejt-aktivitást, miközben az állatok hangsorozatokat hallottak, vagy fényfelvillanásokat láttak. Bizonyos idegsejtek csak egy bizonyos számú esemény után tüzeltek – például hat felvillanásra vagy hat hangra. Ebben az esetben az aktivitásszint a hatodik elem körül érte el csúcsát, majd ismét csökkent. A modalitás nem számított, az idegsejt a számokra volt érzékeny, azokra digitális módon válaszolt (mindent vagy semmit elv alapján).
Egy 2002-es évben megjelent tanulmányban Hiromasa Sawamura és munkatársai beszámoltak arról, hogy majmok superior parietális kérgében sikerült elvezetniük önindította mozgás számosságára reagáló aktivitást.
Andreas Nieder és Earl K. Miller 2003-as tanulmányukban szintén számosságra szelektíven válaszoló idegsejtekről tettek jelentést. A rézusz majmokkal végzett vizsgálat során a prefrontális kéregben találtak egy sejtről elvezethető nemlineáris aktivitásmintázatot számossági információra.

## Humán vizsgálatok

### A szám, mint szimbólum
A szimbolikus rendszerek, mint a nyelv vagy a számrendszerek rendkívül kiemelkedő szerepet töltenek be a humán kognícióban. A számelméletben a számok szimbolikus jelek, melyek egy magasabb szintű jel-jel relációs rendszerbe vannak ágyazva. Az egyedfejlődés során a numerikus képességek különböző, egyre komplexebb vonatkoztatási rendszerekké fejlődtek, kezdve az ikonikustól az indexikuson át végül a szimbolikusig. Mai tudásunk szerint a nem humán emlősök csupán az indexikus vonatkoztatási rendszerre támaszkodnak. Mivel a szimbolikus vonatkoztatási rendszer az indexikus vonatkoztatási rendszeren alapszik, ezért az állatok szemantikus jel-számosság asszociációinak neurális reprezentációiból következtethetünk a szimbolikus rendszerek előzményeire.  Arra vonatkozólag, hogy a különféle numerikus jelek hogyan nyerik el jelentésüket a következő magyarázat kínálkozik: az emlősök egy evolúciósan új agyi struktúrája, a granuláris prefrontális kéreg idegsejtjei teszik lehetővé a különféle magasabb szintű asszociációkat és biztosítják a kapcsolatot a nem-szimbolikus számosságokhoz és a mesterséges jelekhez.

### Szimbolikus és nem-szimbolikus aritmetika
Számos bizonyíték szól amellett, hogy az intraparietális sulcus (IPS) működéséhez kötődik a numerikus mennyiség bemeneti ingertől független formátumú reprezentációja humán és nemhumán fajoknál egyaránt.
A humán vizsgálatoknál magasabb szintű numerikus műveleteken belül viszont elkülöníthetünk szimbolikus és nem szimbolikus műveleteket is. Szimbolikus aritmetikai műveletek, például az arab számokkal végzett műveletek, míg nem-szimbolikusról abban az esetben beszélünk, amikor például ponthalmazokkal kell aritmetikai műveleteket végezni.
Agyi képalkotó vizsgálatok keretében fény derült arra, hogy mind a szimbolikus, mind a nem-szimbolikus összeadási feladat esetén közös idegrendszeri struktúrák aktiválódnak, úgy, mint a mindkét oldali intraparietális sulcus (IPS), mediális frontális gyrus és a bal precentrális gyrus. A jobb parietális és a frontális kéregben nagyobb aktiváció mutatkozik a nem-szimbolikus összeadás esetén.
Összeadási műveletek tehát függetlenül azok formátumától (szimbolikus, nem-szimbolikus) az intraparietális sulcus aktivitásához kötődnek.

### A Dehaene-modell idegrendszeri háttere
A Stanislas Dehaene által kidolgozott hármas kód modell talán legátfogóbb ma elérhető modell az egyszerű numerikus feladatok megoldásakor működésbe lépő különböző mechanizmusok leírására.  A modell alapfeltevése szerint a numerikus információt kódoló három különböző reprezentációs rendszer az agyban elkülönülő idegi struktúrákhoz köthető.
A mai modern képalkotó eszközökkel készített vizsgálatok alapján számos arra utaló bizonyíték áll rendelkezésünkre, hogy a numerikus képességek különböző aspektusai valóban különféle neurobiológiai struktúrákhoz köthetőek. Ezt a hipotézist támogatják azon kutatások is, melyek a számosság nyelv előtti reprezentációját mutatják be csecsemőkkel folytatott kutatásokban, illetve erre utalnak az állatok nonverbális numerikus képességeit demonstráló kísérletek is.

#### Analóg mennyiség reprezentáció
Az analóg mennyiség reprezentáció vagy mentális számegyenes Dehaene elmélete szerint egy központi jelentőségű és modalitástól független reprezentációt hordoz a mennyiségről.

##### Az intraparietális sulcus (IPS) kiemelt szerepe

Az intraparietális sulcus (IPS) anatómiai helyzete

Nemhumán emlősökkel folytatott neurofiziológiai, illetve emberekkel folytatott funkcionális képalkotó eljárást alkalmazó kutatások a hátulsó parietális kéreg valamint a prefrontális kéreg szerepét emelik ki a numerikus intelligencia mögött.  A parietális kérgen belül az intraparietális sulcus úgy tűnik, hogy konzisztensen aktiválódik mind verbális mind nonverbális feladatok esetén. Az eddigi kutatások alapján valószínűsíthető, hogy egy evolúciósan ősi kvantifikációs rendszert takar, mely a nyelvtől és a bemeneti inger modalitásától függetlenül lép működésbe.
A legegyszerűbb kísérletekben, melyekben csak a szám-felismerési és összehasonlítási feladatokat kell végezni komplex számítások nélkül, sokszor ez az egyetlen régió, mely aktivitást mutat.
További agyi képalkotó vizsgálatok eredményei utalnak arra, hogy sem munkamemória, sem bármiféle számolási feladat nem szükséges parietális területeken számossághoz köthető aktiváció kiváltásához.
Ma már az IPS funkcionálisan elkülöníthető régióiról beszélünk.  Az analóg mennyiségreprezentáció úgy tűnik a kétoldali IPS horizontális szegmenséhez köthető. Evelyn Eger és munkatársai betű-, számjegy- és szín-detekciós feladatban a feladatkövetelményektől függetlenül is kimutatták az intraparietális sulcus horizontális szegmensének (HIPS) aktivitását a bemutatott számokra.

#### Verbális rendszer
A nyelv-alapú numerikus kompetenciák különféle biológiai prediszpozíciókon alapulnak.  A Dehaene-modell elsősorban egy balra lateralizált hálózatként írja le a numerikus információt verbális formátumban hordozó rendszert, itt említve a bal oldali Sylvius-árok körüli aktivitást. Számos további tanulmány ide sorolja az anguláris gyrust (AG), törzsdúcokat és thalamikus magokat.

#### Arab szám formátum
Az arab számok szimbólumával operáló rendszerrel kapcsolatban áll jelenleg rendelkezésünkre a legkevesebb kísérleti adat. Dehaene eredeti elméletében elsősorban az arcfeldolgozásban is jelentős szerepet játszó fusiform gyrus aktivitását feltételezi a háttérben.
További tanulmányok a ventrális rendszer és kétoldali okcipitális-temporális kapcsolatok szerepét emelik ki.

### IPS szerepe a numerikus megismerésben– mennyire általános funkció?

#### Inger- és feladatspecifitás
Az eddigi eredmények alapján felmerülhet a kérdés, hogy vajon az IPS-nek mennyire általános a szerepe a numerikus kognícióban. Aktiválódik-e például olyan esetekben is, amikor mennyiségi döntést kell hoznunk, de nem numerikus stimulus alapján (például melyik nagyobb a “zokni” vagy a “kabát”), vagy olyan fogalmi feladatokban, ahol vannak ugyan számok, de nincs szükség mennyiségi műveletekre (például nyári dátum rendelése a “12.07.” vagy “15.02.”-höz).
Egy fMRI vezérelt TMS vizsgálat eredményei szerint az IPS szerepe a numerikus kognícióban nem inger specifikus és nem is specifikus a konceptuális feladatokra. A mennyiségi döntésekre tehát ugyanolyan hatással volt az IPS-TMS a numerikus és a nem-numerikus ingereknél, valamint az olyan numerikus konceptuális feladatban is, ami nem igényelt  mennyiségi műveleteket. Olyan feladatokban viszont ahol perceptuális döntéseket kellett hozni számok kapcsán (szín eldöntése) nem mutatkozott IPS-TMS hatás, sem olyan feladatokban ahol egyszerű konceptuális döntést kellett hozni (például melyik nyári holmi: “bikini” vagy “kabát”). Ezek az eredmények konzisztensek azzal a feltevéssel, hogy a parietális területek szerepet játszanak a számok konceptuális reprezentációjában, azonban ellentétesek azzal a nézettel, miszerint a számolással kapcsolatos folyamatok annyira automatikusak, hogy számok puszta prezentációja aktiválná az IPS-t. Eszerint tehát az IPS-re csakis akkor van szükség, amikor explicite konceptuális műveleteket kell irányítani numerikus fogalmakra .

### Aritmetikai képességek tanulásának idegrendszeri alapjai
Széles körben elfogadott az a nézet, miszerint az emberi agy kivételesen adaptív nem csupán fejlődő gyerekeknél, de a felnőttkor során is. Számos képalkotó eljárást alkalmazó kísérlet során egyre több fény vetül az aritmetikai képességek elsajátításának idegrendszeri alapjaira. Az aritmetikai jártasság és szakértelem megszerzésének kritikus mozzanata, hogy a lassú, és erőfeszítést igénylő feldolgozást fokozatosan felváltja a gyors felidézés, és a készségszintű, automatikus feldolgozás. Egy ilyenfajta eltolódást igazol számos fejlődéslélektani tanulmány, valamint felnőttekkel végzett tanulási vizsgálatok.
A gyakorlás hatása a teljesítményben mint növekvő gyorsaság és pontosság jelenik meg. Emellett egyre több az arra utaló bizonyíték, hogy az emberi agyban a matematikai jártasság növekedésével kimutatható funkcionális és strukturális változások mennek végbe.
Normálisan fejlődő gyerekek és felnőttek esetén az aritmetikai kompetencia megszerzése egy aktivációs eltolódásban tükröződik a frontális-parietális agyi hálózatokról az aritmetikai folyamatokért felelős parietális területek felé . A frontális területek bevonódásának csökkenése arra utal, hogy gyakorlással az aritmetikai feladatmegoldás egyre kevésbé igényel figyelmi kontrollt, vagy munkamemória terhelést, melyek elsősorban a nem automatikus, komplex számolásokban kapnak szerepet.
Egy másik aktivációbeli eltolódás is megfigyelhető a parietális lebenyen belül az intraparietális sulcustól a bal anguláris gyrus (AG) felé, már a gyakorlás viszonylag korai szakaszában is. Ezt az elsajátítást vagy gyakorlást követő aktivitásnövekedést az anguláris gyrusban más kognitív képességek esetén is dokumentálták már.  Az AG funkciója feltehetőleg –számos egyéb mellett- a tényszerű tudás emlékezeti előhívása, mely az elsajátítás és gyakorlás során kiemelt szerepet tölt be. Úgy tűnik, hogy a bal anguláris gyrus aktivációja a személyek közötti aritmetikai teljesítmények függvényében változik.
Az átlagos és a kivételesen teljesítő személyekkel, vagy számoló zsenikkel való összehasonlítás azt sugallja, hogy a profik aritmetikai fölénye egy jobban kiterjedt aktivációs hálózaton nyugszik, mint a nem-profi személyeknél megfigyelhető aktivációs minta. Professzionális, matematikából képzett egyéneknél specifikus agyi strukturális változások is megfigyelhetőek.

### Számok és tér: részben közös idegi háttér
A numerikus és aritmetikai készségekkel kapcsolatos kutatások nyomán számos bizonyíték halmozódott fel, miszerint a számoknak és a térnek a reprezentációi kapcsolatban állnak egymással. Történelmileg az első bizonyíték erre vonatkozólag mintegy 100 évvel ezelőttről származik, amikor is Francis Galton mentális képzeleti vizsgálatai alapján megállapította, hogy a számok belső reprezentációja stabil, lineáris teret idézhet fel. Az utóbbi néhány évtizedben további empirikus bizonyítékok támogatják, miszerint a számok reprezentációi térileg kódolva egy nem-verbális mentális számegyenesen helyezkednek el. Különféle téri-vizuális folyamatok magától értetődően szerepet játszanak a számokkal való műveletek során. Példaként, egy számjegy jelentése egy többszámjegyű számban a téri információ segítségével kódolódik, vagyis annak relatív helyével a számsorozaton belül. Hasonlóképpen amennyiben egy komplex írásbeli szorzást szeretnénk elvégezni, tudnunk kell a köztes eredmények helyét. Különböző képalkotó eljárást alkalmazó kísérletek alapján is a numerikus képességek és a téri-vizuális folyamatok kapcsolatban állnak egymással. Erre utal, hogy a posterior parietális területek mind téri-vizuális folyamatok során, mind numerikus műveletek során aktiválódnak.

### Mentális abakusz használatának idegi háttere
A mentális abakusz rendszer egy olyan mentális számolási rendszer, amivel aritmetikai műveleteket hajthatunk végre egy elképzelt abakuszon, vagy az abakusz szabályai segítségével.
Számos pszichológiai bizonyíték támasztja alá, hogy a képzeletbeli abakusz használatával kivételes teljesítményeket is elérhetünk mentális számítások terén. Ellenben a jelenség agyi hátterére vonatkozólag még viszonylag kevés adat áll rendelkezésünkre. Egy japán képalkotó tanulmány elsősorban a téri-vizuális feldolgozásban szerepet játszó területek (jobb premotoros és parietális régiók) fokozott aktivitását emelte ki a mentális abakuszon végzett aritmetikai műveletek során.